# Erick Saint-Laurent
Erick Saint-Laurent, de son vrai nom Patrice Raison, né le 16 janvier 1948 à Paris et mort le 29 mars 2021 au Kremlin-Bicêtre, est un chanteur, compositeur, musicien, et parolier français ayant connu un bref succès à la fin des années 1960, notamment en adaptant en français des chansons anglophones.
Durant sa carrière musicale, il a été membre de divers groupes tels que les Hornets ou encore l'ensemble de rock progressif Présence, dans lequel lui succède en 1971 le chanteur Daniel Balavoine. Il s'inscrit dans la vague pop française de la fin des années 1960 au même titre que Jacques Dutronc, Nino Ferrer, ou encore Antoine.

## Biographie

### Jeunesse et débuts
Patrice Raison nait le 16 janvier 1946 à Paris dans le 13e arrondissement. Il passe sa jeunesse dans la commune de Choisy-le-Roi. Il est fils d'un fonctionnaire de police,.

### Les Little Boys d'Orly (1962-1964)
Patrice Raison rejoint Les Little Boys d'Orly avec Jean-Louis Desumeur, Christian Vena, Michel Dadi et Benaziza. Dans une interview accordée au magazine Rock & Folk en 1966, il explique qu'il s'est rendu à une des répétitions du groupe et s'est mis à chanter avec eux. Quelques jours après, le groupe se produit dans une petite boite de nuit de Choisy. Nous sommes alors en 1962. Le monde de la musique sera ébranlé quelques mois plus tard par la Beatlemania : les Beatles se produisent partout et passent à Paris, au mois de janvier et février 1964. Patrice renomme son groupe les Hornets (« les frelons ») en hommage aux Beatles (dérivé du mot scarabée).

### Les Hornets (1964-1966)
La bande des Hornets se produit à un concours, Twistorama à Orly, qu'ils finissent par remporter. Cela vaut au groupe une certaine visibilité sur la scène locale parisienne. Le groupe reprend des chansons des Beatles, ce qui plait à Kiki Chauvière, qui invite le groupe à jouer sur la scène de La Locomotive, une salle de concert fondée quelques années plus tôt. Le groupe passe alors ses week-ends sur scène. En 1965, les Hornets font la connaissance de Mike Pasternack, avec qui ils signent un contrat. Pasternack leur fait assurer les premières parties des Kinks, lorsque ces derniers se produisent à l'Olympia en février 1965. À « La Loco », les Hornets partagent la scène avec des noms importants de la scène yé-yé, tels que Noël Deschamps, Ronnie Bird, ou encore Michel Berger.
De plus en plus l'influence des Beatles se fait sentir chez le groupe, qui reprend sur scène les classiques des Fab-Four, ainsi que d'autres succès de la scène anglophone. Le groupe veut voir plus grand, et cherchent à signer dans une maison de disque. Ils essaient de signer chez Barclay en 1965, mais la maison de disque refuse. Le groupe passe le reste de l'année 1965 à jouer sur la scène de La Locomotive.

### Débuts en solo (1966-1967)
Au début de l'été 1966, sous l'impulsion de Mike Pasternack le groupe passe une audition chez Barclay, qui signe Patrice, qui sera rebaptisé sous le nom "Erick Saint-Laurent" Le reste du groupe finira par accompagner son chanteur dans la suite de sa carrière, Barclay ne voulant pas produire de groupe,.Saint-Laurent et son groupe, les Hornets, signent chez Barclay en 1966, où paraîtront 5 disques au format 45t.
Chez Barclay, il est produit par Jean-Pierre Bourtayre. Il collabore avec le parolier Pierre Saka dès 1966. Dans son livre "Tout finit par des chansons" Saka décrit Erick comme "un jeune chanteur ne ressemblant pas aux autres (...) Il se démarque des rockeurs dont le blouson de cuir noir constitue l'uniforme. Lui, joue la carte de l'élégance, un peu Dutronc avant l'heure". C'est sous l'impulsion de Pierre Saka qu'Erick Saint-Laurent chantera des chansons en français, lui qui reprenait à l'époque essentiellement des chansons anglo-saxonnes.

### Carrière artistique et succès (1966-1969)

#### Le Temps D'y Penser (juin 1966)
Un premier disque sort en juin 1966. Accompagné par Jean-Claude Petit, ainsi que le groupe, les Hornets, ce premier disque est riche en sonorités puisées chez les Beatles. Le Temps d'y penser, chanson éponyme de l'album, s'inscrit dans une sphère post Mai 68, et raconte l'histoire d'un jeune garçon voulant faire de la musique et aspirant à une vie de liberté. La composition est signée Saka et Monty. La chanson est accompagnée de V.I.P. en face A. Sur la face B se trouve une reprise des Feuilles Mortes de Jacques Prévert, ainsi qu'une seconde chanson originale, La Route. Saint-Laurent confie que ce disque lui a valu un certain succès. Ce premier 45 tours est désormais recherché, certains exemplaires valant plus de 500 €. À l'époque, le disque est surtout disponible dans la capitale et à Choisy, confie Erick au journaliste Philippe Adler lors d'une interview réalisée en 1966.

#### Les Enfants Qui Jouent (Octobre 1966)
En septembre 1966, Erick Saint-Laurent traverse la Manche pour se rendre dans un studio londonien. Accompagné des musiciens d'Eddy Mitchell, il enregistre alors quelques chansons, dont une adaptation en français de Eleanor Rigby des Beatles. Aux manœuvres, on retrouve, à nouveau, Pierre Saka, et le chanteur Jacques Monty, alors parolier pour de nombreux artistes à l'époque. Eleanor Rigby vaut au chanteur son premier succès. L'adaptation parait sur la face B du 45 tours Les enfants qui jouent. Les autres titres de ce single sont Les Portes claquent et Je préfère chanter. Ce premier disque marque le début du succès pour le chanteur. Il est régulièrement programmé sur Salut les copains et passe sur diverses autres stations de radio. Au mois de novembre 1966, Eleanor Rigby se classe en 20e position du top hebdomadaire des ventes de 45t, on compte environ 50 000 ventes du super 45t. Cette vente s'accompagne aussi d'un classement dans le top 40. Eleanor Rigby se classe en 36e position des tops entre le 23 octobre et le 6 novembre 1966. La même année, Erick Saint-Laurent figure à la Une du magazine Rock & Folk,
En 1967, Erick Saint-Laurent publie trois 45 tours, Vendredi m'obsède ; C'est devenu un homme et Après la bataille.

#### Vendredi M'obsède (avril 1967)
Le premier est composé de quatre titres ; le titre éponyme est une adaptation française de Friday on My Mind du groupe australien The Easybeats. Erick Saint-Laurent retourne à Londres pour enregistrer. On lui propose comme chanson Vendredi m’obsède qui figurera en face A. La seconde chanson présente sur la face A est J'ai cru à mon rêve, là-aussi, une adaptation, cette fois-ci du single du groupe américain The Monkees. Saint-Laurent adapte la chanson I'm a Believer écrite par Neil Diamond pour le groupe, alors en vogue grâce à ce single. La face B du disque est composée des chansons Il a suffi d'un jour et Je devine la vérité. Un EP aux sonorités plus psychédéliques, qui font écho au prochain disque à paraître.

#### C'est Devenu Un Homme (août 1967)
Plus tard dans l'année 1967 parait un second 45t, intitulé C'est devenu un homme, adaptation de She's Leaving Home du duo Lennon-McCartney. Enregistrée à Londres, la chanson est adaptée de l'album alors no 1 aux charts au Royaume Uni, Sgt. Pepper's Lonely Hearts Club Band. La chanson, à l'inverse de celle de Lennon et McCartney, raconte l'histoire d'un jeune garçon rêvant d'émancipation. À nouveau, un thème très Mai 68 et dans l'air du temps. À fleur d'amour est la seconde chanson présente sur la face A du single. Sur la face B se trouve une adaptation de Sweet Pea de Tommy Roe, intitulée Le Canard. Cette adaptation, qu'Erick Saint-Laurent confiera détester, connait elle-aussi un succès en 1967. Le single se clôt sur une composition originale, Le Nuage qui passe.

#### Après La Bataille (Décembre 1967)
Le dernier single de l'année 1967 est Après la bataille. Le disque sort en fin d'année. Il s'accompagne de la chanson Lilli Mary en face A ; la face B se compose de Central Park et L'Amour est mort.La chanson Central Park valu au chanteur une 40e position dans les charts en France pour la semaine du 28 janvier 1968.
En 1969, Erick Saint-Laurent met sa carrière en pause, le chanteur étant appelé pour le service militaire. Lors de ses permissions, il rejoint Eddy Mitchell en tant que choriste. On l'entend sur Je n'aime que toi. En juin 1969, il travaille avec son ami des Hornets, Jean-Louis Désumeur, sur l'album d'Eddy Mitchell, Mitchellville. À la fin de l'année 1969, Erick Saint-Laurent est en tournée avec Eddy Mitchell et se produit à nouveau à l'Olympia.

#### Un amour en papier (1971)
En 1971, Erick Saint-Laurent publie un 45 tours, Un amour en papier, sur le label MW (Mike Wallis Production). Les deux chansons sont des compositions originales, Un amour en papier sur la face A et Si loin de toi en face B. Il travaille aussi au cours de l'année avec Hugues Aufray, Claude François ou encore Pierre Richard.

### Présence (1969-1970)
À la fin de son service militaire, en 1969, Erick Saint-Laurent est sollicité par Jean-Louis Désumeur, pour rejoindre son groupe de rock progressif nommé Présence. Eric Bamy quitte le groupe formé quelques mois plus tôt et alors nommé Frogeaters. Erick remplace Barny dans la formation qui choisit le nom de Présence. Le groupe signe chez Vogue en 1969. Le groupe est alors composé de Jean-Louis Désumeur à la basse, la guitare et le chant ; Pierre Gaillot, lui-aussi à la guitare ; Erick Saint-Laurent au chant ; Daniel Darras aux claviers ; et Daniel Baudon à la batterie. d'autres musiciens s'ajoutent à la formation : Jacky Léger, Guy Legouty, Joss Mahaut et Jean-Louis Dagot, aux cuivres. Présence est un des nombreux groupes s'inscrivant dans l'héritage des Beatles, on y retrouve en effet certains codes du groupe anglophone, notamment au niveau des mélodies simples et des harmonies efficaces.
Leur premier single parait en format 45 tours, se nomme Filles du nord / Quand j'en ai envie et parait en 1970 dans la série Vogue "Pop Music". Sur ce disque, Erick Saint-Laurent est crédité sous son vrai prénom, Patrice Raison. Le groupe se produit en concert, notamment sur la scène rock du Golf-Drouot où les performances live du groupe seront majoritairement des reprises d'Abbey Road des Beatles. Dans l'ouvrage Génération Balavoine, Erick Saint-Laurent, alors leader du groupe Présence, est vu à l'époque comme « le prince de la pop music » car Présence est un groupe assez sérieux de la scène parisienne, et Saint-Laurent, connu du milieu, contribue à sa visibilité.
Erick Saint-Laurent quitte le groupe en automne 1970, pour rejoindre Richard Anthony et enregistrer Good Bye Espoir. Il sera remplacé au chant par Daniel Balavoine.

### Patrice Raison (1975)
En 1975, Erick publie un dernier 45 tours, cette fois sous son vrai nom, Patrice Raison. Ce disque intitulé Le Hasard a si bien fait les choses, parait chez Barclay. On retrouve à l'écriture Alain Bashung et Michel Bernard, artiste et parolier ayant déjà collaboré avec Johnny Hallyday à ses débuts. La face B Fais-toi présente est une adaptation.

### Décès
Patrice Raison décède le 29 mars 2021, à l'âge de 73 ans. Il est inhumé au cimetière de Choisy-le-Roi au début du mois d'avril 2021. 